# Techno BAM
Techno BAM , sous sa marque commerciale Qista, est une société spécialisée dans les pièges de démoustication. Elle fabrique et commercialise principalement une borne anti-moustiques dénommée Qista.

## Histoire
En 2013, Pierre Bellagambi et Simon Lillamand, en liaison avec Brigitte Poulin du CNRS, conçoivent et testent une nouvelle technique pour attirer les moustiques : émettre du gaz carbonique et un leurre olfactif (acide lactique)  simulant l' odeur corporelle humaine. Un aspirateur permet de capturer l'insecte quand il est suffisamment proche de l'appareil. 
Le défi était de trouver une méthode d'élimination des moustiques femelles sans utiliser des insecticides qui tuent les insectes utiles et engendrent des résistances chez les nuisibles,.
Techno BAM (BAM pour Borne anti-moustiques) est créée en 2014. Les premiers clients sont principalement des collectivités locales du Sud de la France. 
Pour mettre au point leur produit, la société travaille en collaboration avec l'Institut de recherche du Domaine de la Tour du Valat et le parc naturel régional de Camargue où ils expérimentent leur prototype. Les études montrent que le nombre de piqûres a baissé de 88 % dans un rayon de 30 à 60 mètres autour de la borne qui capture jusqu'à 7 800 moustiques de 12 espèces différentes par jour. 
En 2017, les résultats encourageants permettent d'obtenir un million d'euros de subventions et de fonds propres, notamment de la part de Bpifrance, de Thierry Dassault Holding et de Air Liquide France Industrie. 
En 2020, la société réalise 3 millions d'euros de chiffre d'affaire dont 20% à l'export et emploie 30 personnes.
En 2025, la société a vendu son principal produit dans 37 pays à 8 000 clients dont la moitié sont des particuliers.

## Principal produit

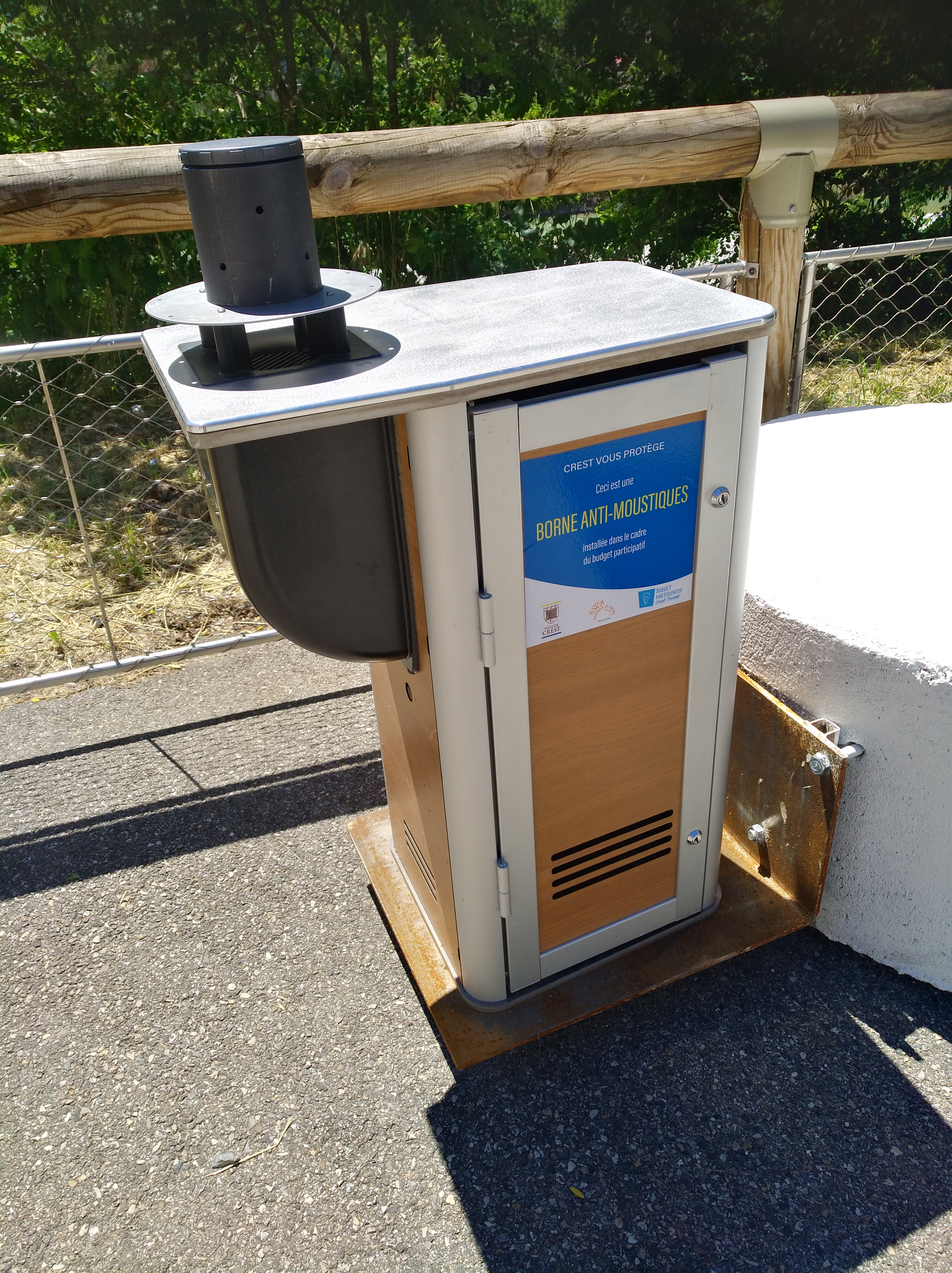
Borne anti-moustique Qista à Crest (2021),

L'appareil dénommé Qista se présente sous la forme d'une borne branchée électriquement, activable à distance et connectée à l'internet, ce qui permet de connaître les conditions météorologiques, le nombre de moustiques piégés et d'autres données. Il coûte 700 € à 1 000 € selon les versions, et doit être rechargé tous les mois en produits consommables. L'entreprise conseille aussi ses clients sur le choix des emplacements d'installation,.
Hors de France, la clientèle se situe particulièrement dans des pays africains très sujets au paludisme, et au Moyen Orient où une clientèle aisée souhaite être immunisée des moustiques,,..

## Recherche-développement
La société développe un appareil de reconnaissance visuelle des moustiques afin de pouvoir prédire les risques d'infection.